# 养兵弥乱
养兵弥乱指宋太祖为巩固统治秩序，防止民变而采取的一项軍事策略。
宋太祖建立宋朝后，召见赵普等大臣商议治理国家之策。宋太祖认为可以为百代利者，唯养兵而已。逢灾荒之年，有叛民而无叛兵；安乐之年，有叛兵而无叛民。鉴此，宋朝于灾荒之年招募饥民，以拱守卫。因此虽然有暴戾不驯者，也不会发动起义。这样就使到社会不安定的大批無业者都转化为巩固统治的力量 。